# Gibbs fri energi
Gibbs fri energi {\displaystyle G} er en tilstandsfunktion kaldet et termodynamisk potential inden for termodynamikken. En fysisk proces er spontan, hvis ændringen i Gibbs fri energi er negativ.
ændringen af Gibbs fri energi er defineret ved:
{\displaystyle \Delta G=\Delta H-T\Delta S}
hvor {\displaystyle H} er entalpi, {\displaystyle T} er temperatur, {\displaystyle S} er entropi.
Differentialet af Gibbs fri energi er:
{\displaystyle \mathrm {d} G=\mathrm {d} H-S\mathrm {d} T-T\mathrm {d} S=T\mathrm {d} S+V\mathrm {d} p-S\mathrm {d} T-T\mathrm {d} S=V\mathrm {d} p-S\mathrm {d} T}
hvor {\displaystyle V} er volumen, og {\displaystyle p} er tryk.
Gibbs fri energi er altså en funktion af tryk og temperatur:
{\displaystyle G=G(p,T)}